# Épsilon Capricorni
Épsilon Capricorni (ε Cap) es una estrella en la constelación de Capricornio de magnitud aparente +4,50.
Ocasionalmente es conocida con el nombre de Castra, «campamento militar» en latín.
Se encuentra, de acuerdo a la nueva reducción de los datos de paralaje de Hipparcos, a 1055 años luz de distancia del sistema solar.
Épsilon Capricorni es una estrella blanco-azulada de la secuencia principal de tipo espectral B3V:p que, al igual que nuestro Sol, obtiene su energía a partir de la fusión nuclear del hidrógeno.
Su superficie tiene una temperatura de aproximadamente 19.350 K —medida que se ve afectada por el oscurecimiento gravitatorio— y brilla con una luminosidad 2750 veces mayor que la luminosidad solar. 
Gira sobre sí misma con una velocidad de rotación igual o superior a 203 ± 8 km/s.
Muestra una metalicidad equiparable a la solar ([Fe/H] = -0,08).
Considerablemente más masiva que el Sol, se estima que tiene una masa entre 7,0 y 8,8 masas solares.
Su edad es de 27,5 ± 4,2 millones de años.
Épsilon Capricorni una «estrella con envoltura» —como φ Persei o 48 Librae—, rodeada por un anillo o envoltura gaseosa.
Es una variable Gamma Cassiopeiae cuyo brillo fluctúa entre magnitud +4,48 y +4,72.
Asimismo, se piensa que es una estrella binaria; la estrella acompañante está separada visualmente sólo 0,005 segundos de arco respecto a la estrella principal.